# Sébastien (prénom)
Pour les articles homonymes, voir Sébastien.
Sébastien est un prénom d'origine grecque. 

## Prénom et origine
En grec, le mot Σεβαστός (Sebastós), fut choisi comme traduction du titre romain Auguste décerné aux empereurs. 
Sebastianus était un prénom romain, porté notamment par un usurpateur romain vers 412.
Dans l'Empire byzantin, il existait également le titre de σεβαστοκράτωρ (sébastokrator), accordé à certains frères et fils de l'empereur.

### Variantes linguistiques
- français : Sébastien, Bastien (par aphérèse) 
  - (Formes féminines françaises : Sébastienne, Sébastienna et Bastienne)
- allemand, anglais : Sebastian
- catalan : Sebastià
- espagnol : Sebastián, Sebas (par apocope)
- hongrois : Sebestyén
- italien : Sebastiano
- néerlandais : Sebastiaan
- occitan : Sebastian
- polonais : Sebastian
- portugais : Sebastião
- russe : Севастьян
- roumain : Sebastian
- sicilien : Vastianu
- suédois : Sebastian
- japonais : セバスチャン

## Saints patrons
- Voir Saint Sébastien

### Popularité du prénom
Au début de 2010, près de 300 000 personnes étaient prénommées Sébastien en France. C'est le 34e prénom le plus attribué au siècle dernier dans ce pays, et l'année où il a été attribué le plus est 1977, avec un nombre de près de 20 000 naissances.

## Sébastien comme prénom

### Saints et bienheureux chrétiens
- Saint Sébastien (IIIe siècle), martyr à Rome ; fêté le 20 janvier en Occident et le 18 décembre en Orient.
- Sébastien d'Esztergom (+ 1036), bienheureux, bénédictin devenu archevêque d'Esztergom et primat de Hongrie ; fêté le 30 décembre.
- Sébastien d'Aparicio (+ 1600), franciscain observant à Puebla au Mexique.
- Sébastien Maggi (+ 1494) dominicain
- Sébastien Montano (+ 1616).
- Sébastien Valfrè (+ 1710), oratorien.
- Sébastien Attencia (+ 1698) frère majeur, évêques diocésains.

### Souverains et nobles
- Sebastianus, empereur romain vers 412
- Sébastien (Ve siècle), gendre de Galla Placidia
- Sébastien (Sebastianus) maître de la milice de l'empire romain d'Occident et gendre du comte Boniface au Ve siècle ;
- Sébastien Ier, roi du Portugal au XVIe siècle.

### Personnalités portant ce prénom
- Pour les articles sur les personnes portant ce prénom, consulter la liste générée automatiquement : pour Sébastien, pour Sebastian et pour Bastien.
- Sebastien Bocos (1980-),skieur français.
- Sébastien Bourdais (1979-), pilote automobile français.
- Sébastien Bourdon (1616-1671), peintre français du XVIIe siècle.
- Sébastien Brant (1458-1521), humaniste et poète strasbourgeois des XVe – XVIe siècles.
- Sébastien Cauet (1972-), animateur-producteur de radio et de télévision, DJ, humoriste et chanteur français.
- Sébastien Chabal (1977-), joueur de rugby français.
- Sébastien Faure (1858-1942), anarchiste français.
- Sébastien Flute (1972-), champion olympique français de tir à l'arc.
- Sébastien Grosjean (1978-), joueur de tennis français.
- Sébastien Léger, musicien français de musique électronique
- Sébastien Le Prestre de Vauban (1633-1707), architecte militaire, ingénieur hydraulicien et essayiste français, maréchal de France.
- Sébastien Lifshitz (1968-), réalisateur et scénariste français.
- Sébastien Loeb (1974-), champion automobile français.
- Sébastien Matte La Faveur (1626-1714), chimiste français.
- Sébastien Tellier (1975-), musicien français.
- Sébastien-Roch Nicolas de Chamfort (1740-1794), poète, journaliste et moraliste français.
- Sebastián de Belalcázar (XVIe siècle) conquistador espagnol, lieutenant de Pizarro.
- Sébastien Cabot (Sebastiano Caboto) (1477-1557), explorateur britannique, fils de Jean Cabot.
- Sebastian Coe (1956-), coureur de demi-fond britannique, champion olympique de 1 500 m en 1976 et 1980.
- Sebastian Deisler (1980-), footballeur allemand.
- Sebastian Telfair (1985-), joueur de basket-ball américain.
- Sebastian Vettel (1987-), pilote de Formule 1 allemand.
- Sebastián Vizcaíno (1548 - 1615), explorateur espagnol et ambassadeur au Japon.
- Sebastiano Ziani doge de Venise en 1178, Sebastiano Veniero en 1577 et Sebastiano Mocenigo en 1722.
- Sebastiano del Piombo (1485 - 1547), peintre italien.
- Sebastião Salgado (1944-), photographe brésilien.
- Sébastien Pabst
- Jean-Sébastien Bach (Johann Sebastian Bach) (1685-1750), compositeur et organiste  allemand.
- John Sebastian Little (1851-1916), homme politique américain de l'Arkansas.
- John Sebastian Miller (1715-1790), illustrateur et naturaliste britannique.
- Juan Sebastián Elcano (1486-1526), un des capitaines de l'expédition de Magellan.
- Gabriel-Sébastien Simonet dit (Sébastien) (1909-1990), artiste sculpteur qui a fait don à la Ville de Saint Cyr sur Mer d'une importante collection de ses œuvres. Un Centre d'Art lui est dédié.
- Sebastian Danzig, guitariste et organisateur du groupe américain Palaye Royale.

### Religieux
- Sébastien, 7e et 9e abbé de Parc de 1192 à 1212, règne entrecoupé par celui de l'abbé Hubert[2]